# Coptocephala scopolina floralis
Coptocephala scopolina floralis é uma subespécie de insetos coleópteros polífagos pertencente à família Chrysomelidae.
A autoridade científica da subespécie é G.A. Olivier, tendo sido descrita no ano de 1791.
Trata-se de uma subespécie presente no território português.